# Лабораторна информационна система
Лабораторната информационна система (ЛИС) е софтуер за управление на процесите и данните в различни видове лаборатории. Лабораториите биват много видове според тяхната функция, компетентност и т.н. В практиката най-често се срещат два основни вида лаборатории - изпитателни (за почви, води, въздух, храни и т.н.) и медицински. В зависимост от типа лаборатория - изпитателна или медицинска, водещия обект е пробата или визита. В първия случай обикновено всяка проба е сама за себе си - например проба от водоизточник, като за нея се описват датата и часа на пробовземане, мястото на вземани и т.н. Във втория случай, под визита се разбира единично посещение на пациент в лабораторията, като към една визита, в зависимост от поръчаните изследвания, може да има една или повече проби. Пробата от своя страна е малка част от даден материал, чийто характеристики се изследват. Обикновено пробите се взимат и съхраняват в специално предназначени за целта контейнери, които предпазват пробата от замърсяване (контаминация) и/или запазват дадени нейни качества. ЛИС обикновено притежават функция за проследимост (traceability), като част от тази функция е етикетирането на проби, обикновено с баркод етикети.

### Функционалност на ЛИС
В своята минимална реализация, ЛИС обработват информация за постъпващите за изследване проби, вида на поръчаните изследвания и резултата от тези изследвания. Доколкото резултатите от лабораторните изследвания имат огромно практическо значение, функциите на ЛИС обикновено надхвърлят такава минимална реализация и с напредъка на ИТ се превръщат все повече в интегрирани в организацията ERP. Голяма част от ЛИС, освен конкретната лабораторна дейност, обработват и финансова информация, управляват складови наличности, логистичния процес на лабораторията и др. Редица ЛИС (особено тези за медицинските лаборатории) поддържат и редица интеграции с външни системи като застрахователно-осигурителни фондове, болнични системи и др.

#### Прием на проби или визити
Началото на процеса в ЛИС започва с регистрация на пробите. Този етап включва въвеждане на поръчаните изследвания (заявка), както и въвеждане на информация за изследвания обект. В изпитателна лаборатория това би била партида плодове, проба от въздух в опредена точка или проба от човек (хуманна медицина) или животно (ветеринарна медицина). В някои видове лаборатории (например антидопинговите лаборатории) информацията е преднамерено оскъдна, като резултатите от изследването и обекта на изследване се свързват на по-късен етап. Някои здравни системи регламентират формата и вида на заявката на национално ниво, какъвто е случая в бл. № 4 на НЗОК в България. Редица лаборатории поддържат и свои собствени формуляри за подобни заявки, включващи в подреден вид изискуемата информация. Много често именно в този етап се прави и етикецията на материалите, като етикетите обикновено съдържат баркод за лесна идентификация на материала на следващи етапи.